# 大阪明净女子短期大学
大阪明净女子短期大学（日语：／ Osaka Meijō Joshi Tanki Daigaku *），简称明浄短大（めいじょうたんだい），是过去一所位于日本大阪府泉南郡熊取町的私立短期大学。

## 概要

### 简介
- 短期大学为于1985年开办、由学校法人明净学院经营、招生到于2003年[1][2]、停办于2009年[2]。

### 历史
- 1985年 大阪明净女子短期大学成立并同时设置一个学科即英语科[2]。
- 1990年 文艺科成立[2]。
- 2003年 招生最后、次年停止招生[1]（正式停办于2009年8月26日[2]）。

## 学校环境
- 校区：在了大阪府泉南郡熊取町

## 历任校长
- 平泽俊雄：第一代短期大学校长[3]。
- 三上贵彦：最后短期大学校长[1]

## 组织

### 学科
- 英语科
- 文艺科

### 专科
| - 没有 |

### 业余课程
| - 没有 |

## 相关链接
- 日本短期大学列表